# Dendronephthya dendrophyta
Dendronephthya dendrophyta is een zachte koraalsoort uit de familie Nephtheidae. De koraalsoort komt uit het geslacht Dendronephthya. Dendronephthya dendrophyta werd in 1889 voor het eerst wetenschappelijk beschreven door Wright & Studer. 